# Spixguan
Der Spixguan (Penelope jacquacu), auch Spix-Schaku genannt, ist ein Hühnervogel aus der Familie der Hokkohühner. Er kommt im tropischen Südamerika vor und lebt in Regenwäldern, Nebelwäldern, Galeriewäldern und auf Kahlschlägen, auf denen Bauminseln übrig geblieben sind. In Venezuela kommt er in Höhen zwischen 100 und 1800 Metern vor, in Kolumbien und Peru vom Tiefland am Fuß der Anden bis in Höhen von 1500 Metern.

## Aussehen
Die Spixguane werden 66 bis 75 cm groß und 1,15 bis 1,7 kg schwer. Es gibt keinen Unterschied zwischen den Geschlechtern.

## Lebensweise
Sie leben einzeln, paarweise oder in kleinen Gruppen zusammen. Spixguane gehören zu den Vertretern der Hühnervögel, die sich vorzugsweise auf Bäumen aufhalten und nicht auf dem Boden leben.

## Ernährung
Die Nahrung besteht aus Samen (vor allem Palmensamen) und weichen Früchten. Sie suchen ihre Nahrung in den mittleren und hohen Regionen der Bäume, nur selten auf dem Boden.

## Fortpflanzung
Die Fortpflanzungszeit in Venezuela ist Januar bis April, in Peru reicht sie von August bis September. Sie bauen in Bäumen in bis zu 5 m Höhe ein einfaches Nest aus Blättern. Darin werden zwei Eier gelegt, aus denen nach einer vierwöchigen Brutzeit die Küken schlüpfen. Nach zwei Jahren sind sie ausgewachsen mit einer Lebenserwartung von 20 Jahren.

## Systematik
Der Spixguan wurde von dem deutschen Naturforscher Johann Baptist Spix auf seiner Brasilienexpedition 1817 bis 1820 entdeckt und danach beschrieben. Der lateinische (wissenschaftliche) Name nimmt auf den Namen einer der indigenen Sprachen Bezug. Dies spiegelt nicht nur die Kenntnis, sondern auch die Wertschätzung der indigenen Sprachen von Spix wider.
Es werden vier Unterarten unterschieden, die sich in Größe und Färbung unterscheiden.
- Penelope jacquacu granti – Guayana und der angrenzende Süden Venezuelas östlich des Orinoko.
- Penelope jacquacu orienticola – Süden Venezuelas und Norden Brasiliens nördlich des Amazonas.
- Penelope jacquacu jacquacu – Amazonasbecken südlich des Amazonas.
- Penelope jacquacu speciosa – Osten von Bolivien.

Der Spixguan bildet mit dem Weißschwingenguan (P. albipennis), dem Bronzeguan (P. obscura), dem Caucaguan (P. perspicax) und dem Haubenguan (P. purpurascens) einen Artenkreis.

## Wildbestand
Der Wildbestand ist nicht bedroht.